# Опростите, млади смо
Опростите, млади смо је четврта сингл-плоча певачице Снежане Ђуришић. Објављена је 14. августа 1973. године у издању дискографске куће ПГП-РТБ.

## Песме
| Страна | Песма                 | Аутор                  |
| ------ | --------------------- | ---------------------- |
| А      | Опростите, млади смо  | Жарко Павловић Ваљевац |
| Б      | Војниче, сети се мене | Жарко Павловић Ваљевац |